# Eurystyles actinosophila
Eurystyles actinosophila es una especie de orquídea de hábito epífita de la subfamilia Orchidoideae. Es originaria de Sudamérica

## Descripción
Es una orquídea de pequeño tamaño que prefiere el clima cálido. Tiene hábitos epífitas,  creciendo desde una roseta con 6-8 hojas de color verde claro, espatuladas , brillantes,  glabras y ligeramente carenadas. Florece en el verano en una inflorescencia de 2,5 cm de largo, colgante, con unas 15  flores.

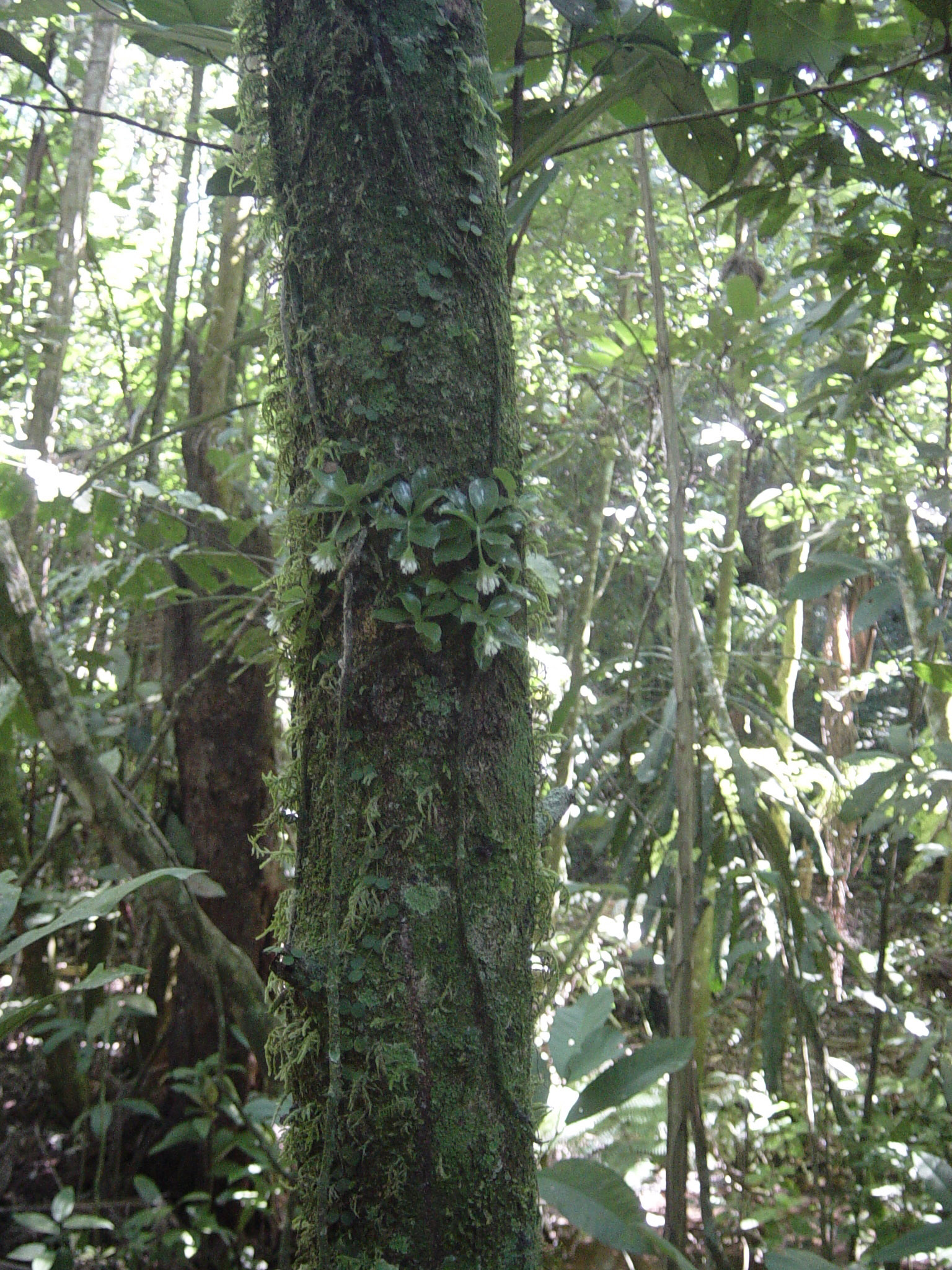
Hábitat de Eurystyles actinosophila

## Distribución
Se encuentra en el estado de Río de Janeiro de Brasil en los troncos de árboles bajos y árboles jóvenes con poca luz y alta humedad en una altitud de 1300 a 1600 metros.  

## Sinonimia
- Stenorrhynchos actinosophilum Barb.Rodr., Gen. Spec. Orchid. 2: 286 (1882).
- Spiranthes actinosophila (Barb.Rodr.) B.D.Jacks., Index Kew. 2: 966 (1895). basónimo
- Stenoptera actinosophila (Barb.Rodr.) Cogn. in C.F.P.von Martius & auct. suc. (eds.), Fl. Bras. 3(4): 255 (1895).
- Trachelosiphon actinosophilum (Barb.Rodr.) Schltr., Beih. Bot. Centralbl. 37(2): 424 (1920).[1][2][3]